# Antoine Hamilton

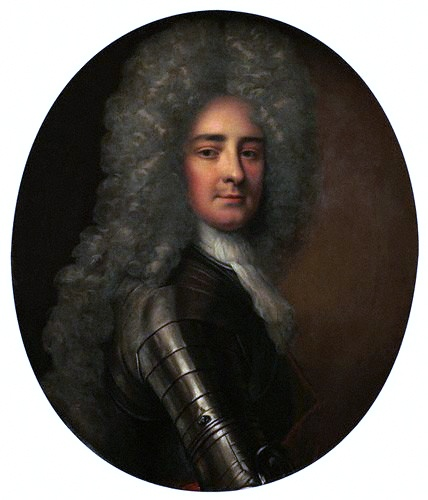
Un retrato de Antoine Hamilton de 1690

Antoine (o Anthony) Hamilton (1646 - 21 de abril de 1720) fue un autor clásico irlandés de ascendencia de Nueva Escocia, quien escribió en francés. Sus características literarias son decididamente francesas.

## Biografía
Su padre era George Hamilton , hermano menor de James Hamilton, 2.º Conde de Abercorn, y considerado 6.º duque de Châtellerault de la nobleza de Francia; y su madre era Mary Butler, hermana de James Butler, 1.º Duque de Ormonde. Según algunas autoridades nació en Drogheda, pero en la edición de Londres de sus trabajos en 1811 su lugar de nacimiento fue en Roscrea, Tipperary.
Desde los cuatro años de edad hasta los catorce, vivió en Francia, adónde su familia huyó después de la ejecución de Carlos I. El hecho que, como su padre, era católico, impidió que recibiera la promoción política que podría haber esperado en la restauración de la monarquía en 1660. 
Anthony Hamilton se unió a su hermano George en el exilio en Francia en 1667, después de que George hubiese rechazado tomar el juramento de supremacía. Sirvió en el ejército francés, particularmente en la guerra Franco-Holandesa, en un regimiento reclutado por George en Irlanda.  El matrimonio de su hermana Elizabeth, "la bella Hamilton", con Philibert, Comandante de Gramont lo comprometió más estrechamente a Francia.
Hamilton apareció en una actuación del ballet de Philippe Quinault , el Triomphe de l'Amor, en Saint -Germain-en-Laye en 1681. En 1685, en el acceso de Jaime II al trono británico, Hamilton era parte de un pequeño grupo de soldados católicos contratados para reemplazar a los protestantes purgados del cuerpo de oficiales del ejército británico en Irlanda. Otros miembros del grupo eran su hermano Richard , quién rompió su libertad condicional para hacerlo, Patrick Sarsfield; y Justin McCarthy.
Hamilton fue nombrado gobernador de Limerick  para suceder al Señor William King, y llegó el 1 de agosto. En corto tiempo demostró su catolicismo cuándo salió públicamente a los medios.  En ese momento fue teniente coronel del regimiento de Sir Thomas Newcomen , pero se adelantó , por recomendación de Henry Hyde, segundo conde de Clarendon, al mando de un regimiento de dragones y jurada del consejo privado en 1686. Con el rango de mayor general mandó a los dragones, bajo el mando de Justin McCarthy, vizconde Mountcashel, en el sitio de Enniskillen .
En la batalla de Newtownbutler el 31 de julio de 1689, sirviendo bajo MacCarthy , Hamilton fue herido en una pierna en el comienzo de la acción , y sus dirigidos fueron derrotados en una gran masacre. Hamilton logró fugarse. Se considera que por un exceso de confianza Hamilton llevó a sus dragones a una emboscada y que realizó un mínimo esfuerzo por liberarlos. Junto al capitán Lavallin de Cork se desempeñaron. como chivos expiatorios de la derrota, y fueron sometidos a un consejo de guerra al mando del general von Rosen. Dada su influencia Hamilton fue absuelto, mientras que el desventurado Lavallin recibió un disparo; la reputación de los hermanos Hamilton había sufrido graves daños en Francia.
Hamilton luchó en la batalla del Boyne, 1 de julio de 1690. No parece haber estado presente en la batalla de Aughrim.
No está claro cuándo o cómo obtuvo su título de conde. . El resto de su vida parece haber sido invertido principalmente en la corte de St. Germain-en-Laye, con visitas a los castillos de sus amigos. Se convierte en el favorito de Ludovise, duquesa de Maine,  y es en su estadía en Sceaux que escribe sus Memorias que lo hacen famoso. Muere en St Germain-en-Laye.

## Trabajos
El libro Mémoires du comte de Gramont (Memorias del Conde de Gramont) hizo de Hamilton uno de los escritores clásicos de Francia. El tono de la obra, sin embargo, ahora se considera equívoco. Al resaltar el brillo de la corte de Restauración de Londres, puso de relieve la naturaleza de la corte de los Estuardo exiliados que contrastaba tan fuertemente con la de Carlos II. Incluso se ha dicho que compartió algo con el polémico escrito contra la corte de Jaime II en St Germain publicado John Macky.
Se dice que la obra fue escrita bajo el dictado de Gramont, pero la acción de Hamilton es obvia. Escrita entre 1704 y 1710, fue publicada por primera vez de forma anónima en 1713 (al parecer sin el conocimiento de Hamilton) bajo la rúbrica de Colonia, pero en realidad fue impreso en los Países Bajos. Una traducción al inglés de Abel Boyer apareció en 1714; posteriormente aparecieron más de 30 ediciones.
En la imitación y la parodia satírica de los cuentos románticos que la traducción de Antoine Galland, de Las mil y una noches había traído de Francia, Hamilton escribió, en parte, para la diversión de Henrietta Bulkley, hermana de Anne, duquesa de Berwick, que era muy cercana a él, cuatro cuentos irónicos y extravagantes, Le Bélier, Fleur d'Epine, Zeneyde y Les quatre Facardins (Aries, Flor de Thorn, Zenayde y Los cuatro Facardins). El dicho en Le Bélier "Aries, mi amigo, me harías muy feliz si quisieras empezar por el principio" se convirtió en un proverbio. Estos cuentos fueron compartidos en privado durante la vida de Hamilton, y los primeros tres aparecieron en París en 1730, diez años después de la muerte del autor; una colección de su Œuvres diverses (Varias Obras) en 1731 contuvo el inacabado Zeneyde.  En 1849 bajo un general título  Cuentos de Hada  y Romances, se publicaron las traducciones inglesas de todas sus ficciones. 
Hamilton fue también el autor de algunas canciones, e intercambió divertidos versos con el Duque de Berwick. En el nombre de su sobrina, la Condesa de Stafford, Hamilton mantuvo ingeniosa correspondencia con la Señora  Mary Wortley Montagu.

## Más información
- Avisos de Hamilton en Lescure edición (1873) del Contes
- Charles Augustin Sainte-Beuve,Causeries du lundi, tome 1
- Sayou, Histoire de la littérature française un l'étranger (1853)
- L. S. Auger En el Œuvres completa (1804).
- En inglés, Anthony Hamilton de Ruth Clark: Su vida, trabajos y familia (1921) es un minucioso y erudito estudio.